# Klaus N. Frick

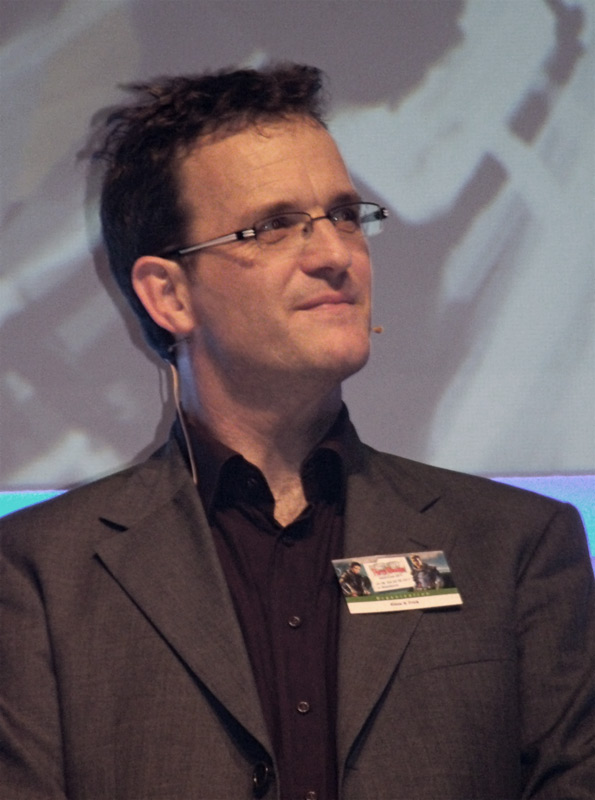
Klaus N. Frick auf der Perry-Rhodan-Weltcon 2011 in Mannheim

Klaus Norbert Frick (* 9. Dezember 1963 in Freudenstadt) ist ein deutscher Schriftsteller und Science-Fiction-Herausgeber. Er ist Chefredakteur der Serie Perry Rhodan.

## Leben und Wirken
Klaus N. Frick kam 1992 als Verlagslektor und Redakteur zum Pabel-Moewig-Verlag und übernahm 1995, als Nachfolger von Florian F. Marzin, die Redaktionsleitung für die Perry-Rhodan-Serie. In dieser Funktion ist er für den redaktionellen Inhalt aller Perry-Rhodan-Reihen verantwortlich. 1999 wurde er zum Chefredakteur der Serie ernannt und ist seit diesem Zeitpunkt innerhalb des Verlags für die Marke Perry Rhodan verantwortlich.
Schon in der Schulzeit schrieb er Kurzgeschichten für Fanzines und seine erste professionelle Veröffentlichung hatte er 1980 in einem Perry-Rhodan-Magazin. Nach dem Abitur in Freudenstadt an der Eduard-Spranger-Schule arbeitete er als Journalist und schrieb zudem weiterhin Kurzgeschichten für verschiedene Zeitschriften sowie Anthologien. Innerhalb des Fandoms machte er sich zudem auch mit der Herausgabe seines Ego-Punk-Fanzines enpunkt einen Namen, welches im Jahr 2006 20-jähriges Jubiläum feierte.
Seine Fortsetzungsgeschichte um den Punker Peter Pank, die zunächst im Punkmagazin ZAP Fanzine erschienen, veröffentlichte er später auch in Buchform. In weiterer Folge erschien die Fortsetzungsgeschichte im Ox-Fanzine. Das Taschenbuch „Zwei Whisky mit Neumann“ ist eine Sammlung von Geschichten, die Frick zuvor in seinem Egozine veröffentlichte.
Neben seiner Tätigkeit als Redakteur und Autor hält er regelmäßig im Dezember und im Januar an der Bundesakademie für kulturelle Bildung in Wolfenbüttel Seminare zum Thema Phantastische Literatur und veröffentlicht Beiträge in dem Jahrbuch Das Science Fiction Jahr.
Frick ist auch regelmäßig im Radio zu hören. Seine Sendung enpunkt, die sich vor allem der Musik von Punkrock und Hardcore aus aller Welt widmet, sendete er von 1995 bis 2005 wöchentlich beim Freien Radio Karlsruhe, von 2006 bis 2016 nur noch monatlich.
Klaus N. Frick unternimmt privat viele Reisen nach Afrika, abseits der üblichen Reiserouten. Seine Eindrücke, die er auf diesen Reisen seit 15 Jahren im Tagebuch gesammelt hat, hat er episodenhaft in seinem Buch „Das Tier von Garoua“ beim Oldenburger Dryas Verlag veröffentlicht.
Frick ist eine der Hauptfiguren in den satirischen Science-Fiction-Geschichten aus der fiktiven Asimov-Kellerbar, zu deren Buchfassung er das Nachwort schrieb.

## Bücher
- Vielen Dank, Peter Pank. Verlag Thomas Tilsner, Bad Tölz 1998, ISBN 3-910079-56-3.
- Zwei Whisky mit Neumann. Verlag Thomas Tilsner, Bad Tölz 2000, ISBN 3-933773-81-4.
- Chaos en France. Peter Pank in Avignon. Verlag Thomas Tilsner, Bad Tölz 2006, ISBN 3-86546-038-0.
- Das Tier von Garoua – Abenteuer Alltag in Afrika. Dryas Verlag, Mannheim 2007, ISBN 978-3-9811327-4-8.
- Sardev – Der Schatten des Friedens. Basilisk Verlag, Reichelsheim 2009, ISBN 978-3-935706-43-8.
- Für immer Punk? Eine Kurzgeschichten-Sammlung. Hirnkost Verlag, Berlin 2016, ISBN 978-3-945398-44-9.
- Das blutende Land. Knaur, München 2017, ISBN 978-3-426-52106-9.

## Auszeichnungen
- 2013 Kurd-Laßwitz-Preis (beste Erzählung) für Im Käfig